# Benjamin Cavet
Benjamin Cavet, né le 1er janvier 1994 à Maidstone dans le Kent, est un skieur acrobatique français spécialisé dans les épreuves de bosses. Né Anglais, il a été naturalisé Français en 2012.
Il participe aux Jeux olympiques d'hiver de 2014, où il termine huitième. En 2017, il devient vice-champion du monde sur l'épreuve des bosses à Sierra Nevada en Espagne, et termine la même année deuxième de la Coupe du Monde en ski de bosses. En 2021, il remporte une deuxième médaille d'argent mondiale à Almaty.

## Biographie
Il est étudiant à l'université de Savoie.
Il fait ses premiers pas en Coupe du Monde en 2011, mais attend 2016 pour monter sur son premier podium. Egalement champion du monde junior en 2014, il se révèle véritablement lors de la saison 2016-2017 en décrochant sa première médaille mondiale, en argent, sur l'épreuve des bosses à Sierra Nevada, et en terminant deuxième du classement de la Coupe du Monde.
Après 13 podiums en Coupe du Monde sans victoire, il obtient sa première victoire en carrière sur les bosses à Lake Placid le 18 janvier 2019, mais passe ensuite à côté de ses Mondiaux à Park City, en se classant respectivement 5ème et 6ème de l'épreuve "single" et de l'épreuve en parallèle. Il finit la saison à la troisième place au classement de la Coupe du Monde, une place qu'il obtiendra à nouveau en 2020.
Le 12 décembre 2020, Benjamin Cavet décroche la deuxième victoire de sa carrière à Idre Fjall en Suède, puis termine à deux reprises sur le podium lors de l'étape de Deer Valley les 4 et 5 février 2021, avec une deuxième place sur le single et une troisième place sur le parallèle. Le 8 mars, il gagne la deuxième médaille d'argent mondiale de sa carrière sur le single à Almaty, derrière la légende canadienne de la discipline Mikaël Kingsbury. Le lendemain, il est éliminé dès les seizièmes de finale du parallèle alors qu'il visait un nouveau podium.
Pour sa troisième participation aux Jeux Olympiques, à Pékin en février 2022, Ben Cavet échoue au pied du podium avec un score final de 79,44. Cette 4e place est perçue comme une injustice par le clan français, le Japonais Ikuma Horishima, médaillé de bronze, ayant commis plusieurs erreurs lors de son dernier run.
Aux championnats du monde 2023 à Bakuriani, le Français se classe 6e dans les deux épreuves du simple et du parallèle et ne parvient donc pas à empocher une troisième médaille mondiale,.

## Palmarès

### Jeux olympiques
| Épreuve / Édition   | Bosses |
| JO 2014 Sotchi      | 8e     |
| JO 2018 Pyeongchang | 25e    |
| JO 2022 Pékin       | 4e     |

### Championnats du monde
| Épreuve / Édition           | Bosses | Bosses parallèles |
| Mondiaux 2017 Sierra Nevada | Argent | 9e                |
| Mondiaux 2019 Park City     | 5e     | 6e                |
| Mondiaux 2021 Almaty        | Argent | 26e               |
| Mondiaux 2023 Bakuriani     | 6e     | 6e                |

### Coupe du monde
- Meilleur classement général : 5e en 2017
- Meilleur classement aux bosses : 2e en 2017
- 31 podiums dont 3 victoires, 14 deuxièmes places, 14 troisièmes places

#### Podiums
| Date             | Lieu              | Place | Discipline          |
| 21 mars 2014     | La Plagne         | 3e    | Bosses en parallèle |
| 12 décembre 2015 | Ruka              | 2e    | Bosses en parallèle |
| 28 février 2016  | Tazawako          | 3e    | Bosses en parallèle |
| 5 mars 2016      | Moscou            | 2e    | Bosses en parallèle |
| 10 décembre 2016 | Ruka              | 3e    | Bosses              |
| 13 janvier 2017  | Lake Placid       | 2e    | Bosses              |
| 28 janvier 2017  | Calgary           | 3e    | Bosses              |
| 2 février 2017   | Deer Valley       | 2e    | Bosses              |
| 18 février 2017  | Tazawako          | 3e    | Bosses              |
| 19 février 2017  | Tazawako          | 2e    | Bosses en parallèle |
| 18 mars 2018     | Megève            | 2e    | Bosses en parallèle |
| 7 décembre 2018  | Ruka              | 2e    | Bosses              |
| 16 décembre 2018 | Thaiwoo           | 3e    | Bosses en parallèle |
| 18 janvier 2019  | Lake Placid       | 1er   | Bosses              |
| 24 février 2019  | Tazawako          | 3e    | Bosses en parallèle |
| 14 décembre 2019 | Thaiwoo           | 3e    | Bosses              |
| 15 décembre 2019 | Thaiwoo           | 2e    | Bosses en parallèle |
| 25 janvier 2020  | Mont-Tremblant    | 3e    | Bosses              |
| 8 février 2020   | Deer Valley       | 2e    | Bosses en parallèle |
| 12 décembre 2020 | Idre Fjall        | 1er   | Bosses              |
| 4 février 2021   | Deer Valley       | 2e    | Bosses              |
| 5 février 2021   | Deer Valley       | 3e    | Bosses en parallèle |
| 11 décembre 2021 | Idre Fjall        | 3e    | Bosses              |
| 17 décembre 2022 | Alpe d'Huez       | 2e    | Bosses en parallèle |
| 2 février 2023   | Deer Valley       | 3e    | Bosses              |
| 3 février 2024   | Deer Valley       | 2e    | Bosses en parallèle |
| 20 décembre 2024 | Bakouriani        | 1er   | Bosses              |
| 21 décembre 2024 | Bakouriani        | 2e    | Bosses en parallèle |
| 24 janvier 2025  | Waterville Valley | 3e    | Bosses              |
| 2 février 2025   | Val Saint-Côme    | 2e    | Bosses en parallèle |

### Championnats de France
- 6 fois champion de France de ski de bosses : de 2013 à 2017 et en 2022
- champion de France de ski de bosses parallèles en 2015